# 尖叶长柄山蚂蝗
尖叶长柄山蚂蝗（学名：Podocarpium podocarpum var. oxyphyllum）为豆科长柄山蚂蝗属下的一个变种。

## 扩展阅读
- 維基物種上的相關：尖叶长柄山蚂蝗